# Nichifor Crainic
Nichifor Crainic, eredeti nevén Ion Dobre (Bulbucata, 1889. december 22. – Mogoşoaia, 1972. augusztus 20.) román író, költő, műfordító, teológus, filozófus, rasszista ideológus, szélsőjobboldali politikus, az egyik legjelentősebb román fasiszta és antiszemita ideológus, a két világháború közötti etnokráciai elmélet képviselője.
Használta a Victor Raţiu (1908), D. Crainic (1909), D.I. Crainic, D.I. Nichifor, N. Crainic (1910), Victor Mărginaş írói álneveket is. 1926. áprilisában hivatalosan is felvette a Nichifor Crainic nevet.
1940-ben a Román Akadémia tagjává választották, 1946-ban kizárták, 1995-ben tagságát ismét érvényesnek ismerték el.

## Életpályája
Teológiát tanult a bukaresti Központi Szemináriumban (1904-1912), majd a teológia karon (1912-1916). Tanulmányai befejezései után a Zlătari-templomban óhajtott pap lenni, de Constantin Nazarie, Gala Galaction, Nicolae Iorga és Ion Gheorghe Duca támogatása ellenére Conon Arămescu-Donici mitropolita elutasította kinevezését.
Miután Románia belépett az első világháborúba, besorozták a hadseregbe, és egy egészségügyi alakulatba osztották be. 1917 telén tüdőgyulladásban betegedett meg, majd a jászvásári katonai kórházba vezényelték. 1917–1918-ban Nicolae Iorga folyóiratánál, a Neamul românescnél dolgozott, 1918–1920 között pedig a Dacia szerkesztőségében.
Lucian Blaga biztatására Bécsbe utazott, és beiratkozott az egyetemre, ahol 1920 és 1922 között filozófiát és teológiát tanult. 
1926-ban a kisinyovi egyetemen a modern vallási irodalom tanárává nevezték ki, 1932-től egyházi irodalomtörténetet és modern keresztény irodalmat tanított Bukarestben az egyetem teológiai karán.
Az 1930-as évek végén nyíltan dicsőítette Mussolinit és Hitlert, és az antiszemitizmus ideológusa volt.  Nézetei nagy hatással voltak a Vasgárda légiós mozgalomra annak ellenére, hogy Crainic a gárdistákkal szemben álló II., Károly király támogatójának tekintette magát. Programul statului etnocratic című írásában (1938) Romániára alkalmazta az etnokratikus állam elméletét. Megalapította a szélsőjobboldali szellemiségű Calendarul című lapot (1932-1933), és vezette az azonos szellemiségű Sfarmă-piatră című hetilapot (1935-1942). 1940–1941-ben Ion Gigurtu nácibarát kormánya illetve Ion Antonescu diktatúrája alatt a propagandaminiszteri illetve a kulturális és vallásügyi miniszteri tisztséget töltötte be.
1944-ben tüdőgyulladással ápolták a cernicai kolostorban, majd Nagyszebenben, ahonnan október közepén bocsátották el. Utána különböző erdélyi falvakban rejtőzködött volt tanítványainál. 1945-ben vád alá helyezték, és népbíróság a még rejtőzködő Crainicot a „fasiszta újságírók perében” 1945. június 2-án életfogytiglani kényszermunkára és tíz évi jogfosztásra ítélte. Belefáradva a bújkálásba, és abban a reményben, hogy a párizsi békeszerződések megkötése után ügyének kedvezőbb újratárgyalására kerülhet sor, 1947. május 24-én Crainic meggyőzte házigazdáját, Ion Sămărghițan papot, hogy jelentse fel a helyi csendőrségen. Először Bukarestbe vitték, később a văcărești-i börtönbe illetve Jilavára. Miután az 1945-ös ítéletet megsemmisítették, következett az újratárgyalás, amely azonban minden jogi indoklás nélkül megszakadt, amikor Lucrețiu Pătrășcanut és Petre Pandrea ügyvédet letartóztatták. A nagyenyedi börtönbe került, ahol ítélet nélkül tizenöt éven át tartották fogva. Fogsága idején a Securitate informátorává vált.
Az Államtanács 1962. április 18-én kiadott 293-as számú rendeletével kegyelmet kapott, és két nappal később szabadon bocsátották. Szabadulása után 1962-től 1968-as nyugdíjazása között Nichifor Crainic a belügyminisztérium által kiadott, a külföldön élő román értelmiségieknek szánt Glasul patriei propagandalapnak dolgozott.
1972-ben hunyt el. 1995-ben rehabilitálták, és akadémiai tagságát is visszaadták.

## Irodalmi munkássága
Versei kezdetben különböző irodalmi és nacionalista-hagyományos lapokban jelentek meg (Ramuri, Luceafărul, Drum Drept, Flacăra, Dacia, Transilvania, Cuget Românesc). Șesuri natale (1916), Darurile pământului (1920), Țara de peste veac (1931) című versesköteteivel a neves költők sorába emelkedett, 1930-ban nemzeti költészeti díjat nyert. Versei a hagyományos szemléletet tükrözik, a vidéki életet ábrázolják, stílusuk is a hagyományos vonulatba illeszkedik. Megkülönböztető jegye a vallásos hang, a kegyesség. Tizennyolc éven át szerkesztette a Gândirea című folyóiratot, amelyet ortodox vallásos irányba állított át. Az 1940-es évek elejétől, amikor teljesen belemerült a politikába, felhagyott az irodalommal.
Verseit Fekete Tivadar, Franyó Zoltán, Keresztury Sándor, Gáldi László, József Attila, Szemlér Ferenc fordította magyarra.
1945-1946-ban megírta emlékiratát Zile albe, zile negre [Fehér napok, fekete napok] címmel, amelyet 1963–1964-ben megszerkesztett. Ebben helyenként csúsztatásokkal él a fasiszta csoportokkal való kapcsolatait illetően, és a hangsúlyt inkább hazafias motivációjára helyezi, semmint antiszemita érzelmeire.

## Fordítás
- Ez a szócikk részben vagy egészben  a   Nichifor Crainic című angol Wikipédia-szócikk ezen változatának fordításán alapul.  Az eredeti cikk szerkesztőit annak laptörténete sorolja fel. Ez a jelzés csupán a megfogalmazás eredetét és a szerzői jogokat jelzi, nem szolgál a cikkben szereplő információk forrásmegjelöléseként.
- Ez a szócikk részben vagy egészben  a   Nichifor Crainic című román Wikipédia-szócikk ezen változatának fordításán alapul.  Az eredeti cikk szerkesztőit annak laptörténete sorolja fel. Ez a jelzés csupán a megfogalmazás eredetét és a szerzői jogokat jelzi, nem szolgál a cikkben szereplő információk forrásmegjelöléseként.